# Iglesia de San Francisco de Asís (Matalascañas)
La Parroquia de San Francisco de Asís es un templo católico situado en el núcleo de Matalascañas, perteneciente al municipio de Almonte.

## Historia
La parroquia fue erigida el 1 de noviembre de 1955 por el primer obispo de Huelva, Pedro Cantero Cuadrado. Sin embargo, su desmembramiento efectivo de la Parroquia de la Asunción de Almonte no se produciría hasta 1971.